# São José da Lamarosa
A Freguesia de São José da Lamarosa, com sede na povoação de Lamarosa, é uma freguesia portuguesa do Município de Coruche, com 110,89 km² de área e 1464 habitantes (censo de 2021), tendo, assim, uma densidade populacional de 13,2 hab./km².
A freguesia foi criada pelo decreto lei nº 44.201, de 21 de fevereiro de 1962, com lugares desanexados da freguesia de Coruche.
Faz parte desta localidade o lugar de Medronheira.

## Demografia
A população registada nos censos foi:
| Distribuição da População por Grupos Etários | Distribuição da População por Grupos Etários | Distribuição da População por Grupos Etários | Distribuição da População por Grupos Etários | Distribuição da População por Grupos Etários |
| -------------------------------------------- | -------------------------------------------- | -------------------------------------------- | -------------------------------------------- | -------------------------------------------- |
| Ano                                          | 0-14 Anos                                    | 15-24 Anos                                   | 25-64 Anos                                   | > 65 Anos                                    |
| 2001                                         | 195                                          | 216                                          | 1070                                         | 536                                          |
| 2011                                         | 157                                          | 121                                          | 880                                          | 569                                          |
| 2021                                         | 125                                          | 113                                          | 650                                          | 576                                          |

## História
Foi vila e sede de concelho até ao início do século XIX.
É uma freguesia muito antiga, que deixou de o ser entre 1936 e 1962, período no qual esteve anexa à de São João Baptista de Coruche. O nome da localidade poderá derivar da Ribeira da Lamarosa, ou vice-versa. A ribeira é referida desde o século XIII, nomeadamente no coutamento da herdade de Soeiro Gonçalves de Alfange, em Muge, por D. Sancho II . É elevada à categoria de vila no reinado de D. Filipe III. Em termos eclesiásticos pertenceu ao Patriarcado de Lisboa e o pároco de 1758 informou que a população era de 254 habitantes e que a igreja paroquial tinha ficado arruinada no terramoto de 1755, tendo sido logo reedificada.

## Património Cultural e Edificado
- Igreja paroquial
- Casas Altas
- Marcos delimitadores da área freguesia
- Fonte

### Igreja Paroquial
Na igreja paroquial dedicada a São José, orago da freguesia, pode admirar-se uma lápide alusiva à definição do Dogma da Conceição por cima da porta de entrada do templo. O templo é de uma só nave com tecto em madeira, possuindo ainda altar-mor e mais dois colaterais. Os frontais dos três altares são de azulejos seiscentistas com ornatos azuis e amarelos sob fundo branco. Dos mesmos azulejos são revestidos dois altares pequenos que ladeiam o altar-mor, funcionando como credenciais e desprovidos de retábulo. No interior da igreja pode admirar-se as imagens de São José, do Imaculado Coração de Maria e ao centro por cima do altar-mor um bonito sacrário dourado e a Imagem do Cristo na Cruz, na sacristia existe ainda uma imagem muito antiga do Mártir São Sebastião, na entrada à esquerda situa a capela baptismal com uma pia em pedra e um painel de azulejos no qual se pode ver o baptismo de Cristo.
Na aldeia existe ainda uma fonte centenária, onde antigamente as mulheres se sentavam à conversa depois de um longo dia de trabalho.

## Actividades Económicas
Agricultura, exploração florestal (cortiça, pinheiro e eucalipto), fruticultura (morango, pêssego, ameixa e citrinos), viticultura.

## Festas e Romarias
São José (1ª quinzena de setembro).